# 方庙街道
方庙街道，是中华人民共和国安徽省合肥市瑶海区下辖的一个乡镇级行政单位。

## 行政区划
方庙街道下辖以下地区：
大市场社区、汪塘社区、万绿园社区、瑶东社区、香格里拉社区、森海社区、站塘社区和天辉社区。